# 太ももに蝶
『太ももに蝶』（ふとももにちょう、I Love You, Alice B. Toklas）は、1968年に公開されたアメリカ合衆国のロマンティック・コメディ映画。監督はハイ・アヴァーバック、主演はピーター・セラーズである。この映画は1960年代のカウンターカルチャーを題材にしている。助演ジョイス・ヴァン・パタン、デイヴィッド・アーキン、ジョー・ヴァン・フリート、リー・テイラー＝ヤング (映画デビュー作)。共同脚本家であるポール・マザースキーもカメオで出演している。映画の英語題名は、1954年のアリス・B・トクラスの自伝的料理本『アリス・B・トクラスの料理読本』で大麻入り食品のレシピが紹介されていることに因むものであり、作中でそのレシピについて言及されているが、トクラス自身は登場しない。映画の主題歌はサンシャイン・ポップグループであるハーパース・ビザールによって演奏された。

## キャスト
| 役名               | 俳優                     | 日本語吹替                                     |
| 役名               | 俳優                     | TBS版                                          |
| ------------------ | ------------------------ | ---------------------------------------------- |
| ハロルド・ファイン | ピーター・セラーズ       | 山田康雄                                       |
| ハロルドの母       | ジョー・ヴァン・フリート |                                                |
| ナンシー           | リー・テイラー＝ヤング   | 横沢啓子                                       |
| ジョイス           | ジョイス・ヴァン・パタン | 小谷野美智子                                   |
| ハービー・ファイン | デイヴィッド・アーキン   |                                                |
| マレー             | ハーブ・エデルマン       |                                                |
| 不明 その他        | N/A                      | 田中康郎 兼本新吾 佐久間あい 三井恒 竹口安芸子 |
| 演出               | 演出                     | 斎藤敏夫                                       |
| 翻訳               | 翻訳                     | 岩佐幸子                                       |
| 調整               | 調整                     | 遠矢征男                                       |
| 効果               | 効果                     | 芦田公雄                                       |
| 制作               | 制作                     | 東北新社                                       |